# Law of Property Act 1925
Prawo Property Act 1925 – angielska ustawa uchwalona przez Parlament Zjednoczonego Królestwa. Jej przyjęcie stanowiło część programu legislacyjnego lorda kanclerza lorda Birkenhead z lat 1922–1925. Program ten miał na celu unowocześnienie angielskiego prawa nieruchomości. Ustawa dotyczyła głównie reformy copyhold, freehold i leashold. Dotyczyła tylko terytorium Anglii i Walii.
Law of Property Act 1925 wraz z późniejszymi zmianami stanowi rdzeń angielskiego prawa gruntów, w szczególności w odniesieniu do freehold.